# SC Dynamo Klingenthal

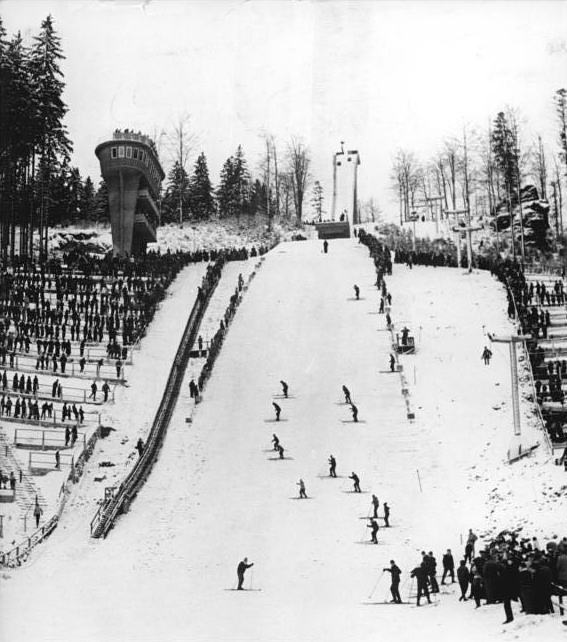
Die Aschbergschanze in Klingenthal war eine der bekanntesten Sportstätten des SC Dynamo.

Der Sportclub Dynamo Klingenthal war ein im vogtländischen Klingenthal ansässiges Leistungszentrum für Nordischen Skisport. Als Sportclub bestand er von 1957 bis 1990, seine Mitglieder errangen zahlreiche nationale und internationale Erfolge.

## Geschichte

Logo

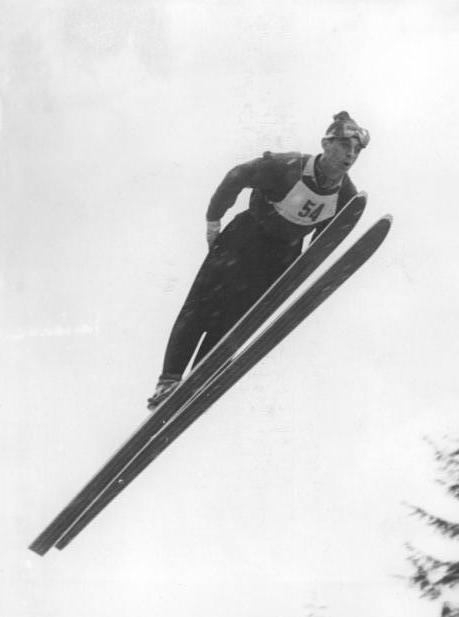
Harry Glaß gewann 1956 als erster Deutscher eine olympische Medaille im nordischen Skisport. Dies war zugleich die erste olympische Medaille für die DDR.

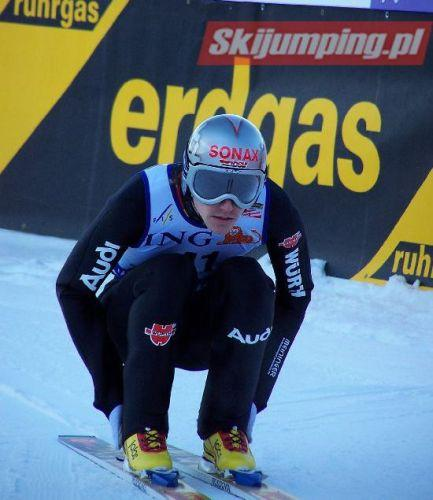
Sven Hannawald erlernte das Skisprung-ABC beim SC Dynamo Klingenthal beziehungsweise in der dortigen KJS.

Die Sportvereinigung Dynamo richtete 1953 ihren Skisport-Leistungsschwerpunkt in Klingenthal ein. Parallel dazu bestand der Sportclub Aufbau Klingenthal. Durch eine Fusion von beiden entstand am 4. Dezember 1957 der SC Dynamo Klingenthal. Für diesen wurden daraufhin neue Sportstätten errichtet, darunter die Aschbergschanze. Die Kinder- und Jugendsportschule Klingenthal entstand 1961. Klingenthal war seither neben dem ASK Vorwärts Oberhof, dem SC Motor Zella-Mehlis und dem SC Traktor Oberwiesenthal eines der wichtigsten Leistungszentren der DDR für Skispringen, Skilanglauf und Nordische Kombination. Zwischenzeitlich unterhielt Dynamo Klingenthal auch eine Fußballmannschaft, die unter dem Spielertrainer Harald Söldner zunächst in die Bezirksklasse und 1962 in die drittklassige Fußball-Bezirksliga Karl-Marx-Stadt aufstieg. 1965 konnte dort ein überraschend guter sechster Tabellenplatz erreicht werden, im Jahr 1967 folgte allerdings der Abstieg und das Aus für die Fußballer. Zusätzlich betrieb die SV Dynamo in Form der SG Dynamo Zinnwald einen Biathlon- und Bob-Schwerpunkt. Nach der Wende trat der am 2. Juli 1990 gegründete Polizeiskiclub (PSC) Klingenthal als Rechtsnachfolger an die Stelle des SC Dynamo, löste sich aber zwei Jahre später wieder auf. Aus ihm gingen später der VSC Klingenthal und ein Bundesstützpunkt für den Skisport (gemeinsam mit Oberwiesenthal) hervor.

## Erfolgreiche Sportler
- Thomas Abratis
- Manfred Brunner
- Matthias Buse
- Günter Deckert
- Manfred Deckert
- Rainer Dietel
- Uwe Dotzauer
- Holger Freitag
- Harry Glaß
- Henry Glaß
- Sven Hannawald
- Sonnhilde Hausschild
- Gerd Heßler
- Heiko Hunger
- Gert-Dietmar Klause
- René Kummerlöw
- Andreas Kunz
- Remo Lederer
- Ralph Leonhardt
- Christel Meinel
- Dieter Meinel
- Thomas Meisinger
- Klaus Ostwald
- Thomas Pawliczek
- Thomas Prenzel
- Uwe Prenzel
- Ulrich Pschera
- Manfred Queck
- Marlies Rostock
- Olaf Schmidt
- Gunter Schmieder
- Gerd Siegmund
- Jürgen Thomas
- Claus Tuchscherer
- Heinz Wosipiwo